# Breuville
Breuville település Franciaországban, Manche megyében. Lakosainak száma 405 fő (2022. január 1.). Breuville Couville, Bricquebosq, Brix, Rauville-la-Bigot és Saint-Martin-le-Gréard községekkel határos.

## Népesség
A település népességének változása:
| Lakosok száma | 238  | 292  | 361  | 386  | 394  | 422  | 422  | 409  | 402  | 405  |
|               | 1968 | 1982 | 1990 | 2006 | 2013 | 2015 | 2017 | 2019 | 2020 | 2022 |